# Puli (perro)
Puli —también llamado Pulik y Hungarian Puli— es una raza canina pequeño-mediana proveniente de Hungría. Son utilizados como perro pastor y perro policía y conocidos por su manto largo de cordones o rastas. 

## Características
El Puli es una raza húngara de origen asiático de perros de pastoreo. Sus ancestros originales probablemente hayan llegado desde la cuenca de los Cárpatos con la inmigración de los antiguos magiares que vivían como nómadas de la cría del ganado.
De temperamento cariñoso, extremadamente hábil para el aprendizaje. Ama a los niños y es un excelente perro de guardia. Su actual estructura hace que adapte a los deportes, Agility por ejemplo. 
España empieza a formarse a partir de los 6-8 meses de edad y no termina de acordonarse totalmente hasta cerca de los 2 años. El manto requiere de bastante atención, sobre todo en la fase de formación de las cuerdas. Sin embargo es un perro fácil de mantener una vez estas están correctamente formadas. 
No suelta pelo, no requiere de cepillado y el baño tendrá la misma frecuencia que en cualquier otro perro. 
Es un perro con gran nivel de actividad, se adapta fácilmente a la vida tanto en ciudad como en el campo. Si bien, en ambos casos, necesitará actividades diarias adaptadas a su nivel de actividad.

## Aspecto físico
Según su estándar FCI la apariencia general del Puli debería ser la de un perro de tamaño mediano con una estructura fuerte, construcción cuadrada y fina pero de huesos no demasiado livianos. El cuerpo algo magro tiene buena musculatura en su totalidad. La construcción de las partes individuales del cuerpo es difícil de juzgar ya que su totalidad está cubierta por pelo muy desarrollado con tendencia a formar mechones y cordones. Por lo tanto es necesario tocar al perro cuando se juzga. El pelo sobre la cabeza es tan profuso que esta parece redonda y los ojos casi están cubiertos. La cola profusamente cubierta de pelo se enrolla hacia adelante sobre el dorso dando la apariencia a la línea superior de estar elevada levemente hacia el posterior. 
Machos: 13 – 15 kg.  Hembras: 10 -13 kg

## El Pelo
El pelo de los cachorros es ondulado o rizado. Este último tiene mechones de pelo que va formando cordones. El manto consta de un pelo exterior áspero y un pelo interior más fino. La conexión entre estos dos tipos de pelo determina la característica del manto. Si el pelo exterior predomina fuertemente el pelo interior la estructura del pelo no es típica y el pelo esta algo separado. Si el pelo interior es muy predominante, lo cual es indeseable, resulta un manto enmarañado de dos texturas suaves difícil de cepillar. La proporción correcta entre los dos tipos de pelo, que está fijado genéticamente, produce borlas o cordones atractivos fáciles de cepillar. Los cordones sobre el lomo, la grupa y la parte posterior del muslo son los más largos (20 – 30 cm). Son más cortos sobre la cabeza y extremidades (10 – 12 cm). El pelo ideal sobre la cabeza es cuando forma una fuerte estructura de cordones cubriendo la región facial.  Son indeseables tanto un pelo peinado como un pelo descuidado. 

## Colores
Negro con algún sombreado óxido o gris.
Leonado con máscara negra bien visible. 
Gris en todas sus tonalidades. 
Se permite cualquier mancha blanca en el antepecho que no exceda los 3 cm de diámetro. Blanco entre los dedos no se considera una falta. 
Manto completo blanco perla sin nada de oro rojizo.

## Pulis notorios
- En 1978 un puli llamado Cinko Duda Csebi ganó la primera exposición mundial de la Federation Cynologique Internationale. El dueño del perro, nacido en México, era el criador Roberto Hernández Ávalos.[7]

- Se cree que el perro conocido como "The Auditor" (el auditor) es un puli.[8] Vivía en la zona contaminada Berkeley Pit en Butte, Montana. Era notorio por ser uno de los pocos animales que pudo sobrevivir en un lugar tan contaminado. Una vez que The Auditor murió muchos monumentos se construyeron en su honor.

- En la actualidad AM BIS GCH AUST SUPREM BIS CH. CordMaker Topsy Turvey es uno de los Pulis más premiados de la historia en América y Australia. Ganando en 2014 la raza en la exposición más importante de USA "Westminster".

- En Europa, el perro más laureado en la actualidad es el macho "INTCH DKCH SCH NCH NORDCH LUXCH LTCH NLCH KLBCH NORDV12 DKV11 DKV12 KBHV13 DKV13 NOV13 EUW13 WW13 Bubbleton Feel the Spirit"  Representante de Dinamarca en la Eukanuba World Challenge 2013, uno de los Pulis más laureados de Europa.

- Beast, la mascota de Mark Zuckerberg es un puli.[9]